# Артаксеркс II
Артаксеркс II (на персийски: اردشير يکم; Artaxšaça – „властващият праведно“) е владетел (велик цар) на Ахеменидска Персия от 405/4 до 359/8 г. пр.н.е.

## Произход
Артаксеркс II е син на Дарий II и Парисатида. Името му преди интронизацията е Арсак/Аршак. Наричан от гърците с прозвището Mnemon, „Помнещия“.

## Управление

### Междуособна война
Малко след възкачването му започва междуособна война с неговия по-малък брат Кир Млади, подкрепян от гръцки наемници в Мала Азия. Той е поддържан от влиятелна група придворни, заедно с царица Парасатида. Артаксеркс II излиза победител след оспорваната битка при Кунакса в 401 г. пр. н.е. Подкрепящите Кир елински наемници (сред които и много спартанци), начело с атинянина Ксенофонт, успяват да се измъкнат от пределите на империята в Азия и да се върнат в Европа, след много премеждия, описани в Анабазис („Поход на десетте хиляди гърци“).

### Конфликт със спартанците
В резултат от междуособицата, в която участват и много гръцки наемници, се влошават отношенията с гръцките градове-държави, особено със Спарта. В 397 г. пр.н.е. Спарта започва открит военен конфликт срещу Персия. Персия е въвлечена във война срещу спартанския цар Агезилай II, който дебаркира по западното крайбрежие на Мала Азия без да срещне почти никаква съпротива в продължение на няколко години. В 395 пр.н.е. около град Сарди в Лидия се водят сражения с променлив успех – Агезилай разгромява персийската конница, но след няколко дни конницата избива много от елините. Впоследствие настъпва примирие за около три месеца.
На страната на Персия е привлечен талантливият атински стратег Конон, който съветва персите да търсят победа по море. Въпреки успешните му действия, сатрапът Тисаферн спира паричната помощ за кампанията, което принуждава Конон да замине за Суза. С помощта на царица Парисатида, Артаксеркс II разбира за двойната игра на Тисаферн и дава заповед за екзекуцията му, а част от богатството му (ок. 200 таланта сребро) е дадено на Конон за финансиране на военната кампания.
В двора започва серия от интриги и убийства, а към Елада потичат персийски средства за подкупи на видни политици за отпор срещу Спарта. Създава се антиспартанска коалиция, в която влизат Атина, Аргос, Тива и Коринт, и в крайна сметка се стига до Коринтската война (395 – 387 г. пр.н.е.). В битката при Книдос (крайбрежието на Мала Азия), обединеният гръко-персийски флот удържа решителна победа (10 август 394 пр.н.е.). С получените от персите 10 000 дарика Конон отново изгражда т.нар. Дълги стени на Атина. Начело с Ификрат са постигнати няколко победи. Персите обаче предпочитат да поддържат дипломатически изтощителното противоборство между двете елински държави.
Сключен е т.нар. Царски мир или Анталкидов мир (386 г. пр.н.е.), с който са затвърдени претенциите на Персия над елинските градове в Мала Азия и над Кипър, но автономията на останалите гръцки полиси е гарантирана и се забранява създаването на съюзи, освен вече съществуващия Пелопонески съюз. Като компенсация Атина получава островите Лемнос и Скирос, важни търговски пристанища.

### Бунтове на сатрапите
Още при възкачването си Артаксеркс II заварва въстание в Египет, който обявява независимост и се откъсва от Персийската империя. През 80-те години на ІV век пр.н.е. срещу Персия се бие коалиция, съставена от египетския фараон Ахорис, владетеля на Кипър Евагор, финикийския град Барка по крайбрежието на Либия, пизидийците в Мала Азия и арабите от Палестина. След някои неуспехи персите успяват да устоят и да докарат нещата до подписване на мирен договор с Евагор (380 г. пр.н.е.). В Египет те се отдават на грабежи, но са принудени да се изтеглят заради пълноводието на Нил.
В 373 г. пр.н.е. в Кападокия започва т.нар. Велико въстание на сатрапите, подкрепено от спартански и атински наемници, продължило до 359 г. пр.н.е. Въстанието се разраства и обхваща дори финикийските градове, пизидийците и ликийците. Избухват многобройни въстания на сатрапите в Мала Азия, Лидия, Кападокия, Сирия, Армения. Заради егоистичните стремежи на отделните участници, които играят ту на едната, ту на другата страна, въстанието не успява.

### Последни години
Дворът и държавата са раздирани от противоречия – големият син на Артаксеркс ІІ се опитва да го убие, но е предаден от един евнух и е екзекутиран заедно със синовете си. Средният син Ариасп е набеден от по-малкия му брат Охус, че готви заговор и се самоубива.
Цар Артаксеркс ІІ умира през 359 г. пр.н.е. на 86 години.
От всичките си 336 жени и наложници има 150 синове. Престолът е наследен от третия му син Охус (Артаксеркс III).

## Други
- Описван е от Плутарх като справедлив и умерен владетел, но слабоволев, изнежен и склонен да се поддава на интригите в харема.
- Съхранени са много анекдоти за него.
- Животът на Артаксеркс II е описан в „Успоредни животописи“ на Плутарх.
- Сведения за управлението на Артаксеркс има и в произведението на Ксенофонт „Анабазис“.